# مارگارت مک‌اینتایر
مارگارت مک‌اینتایر (به انگلیسی: Marguerite MacIntyre) متولد ۱۱ مه ۱۹۶۵ بازیگر، آمریکایی است. او فارغ‌التحصیل از دبیرستان کرونادو واقع در آریزونا است.
او در بازی اول خود در ۱۶ اجرا و در تولیدات تئاتر منطقه‌ای اعم از ۴۵۱ درجه فارنهایت در تئاتر فالکون در جنوب اقیانوس آرام مشغول به بازی شد.
تجربه تلویزیونی وی شامل دو کمدی و درام است. بسیاری از نقش‌های او شامل قطعات کمدی در ساینفید (بازی تن ناشنوا خانم شرکت کننده آمریکا)، گنجه ورونیکا.
او نقشی نیز در سری بسیار تحسین FX دراماتیک داشته است و نیز به عنوان ستاره مهمان در ER بازی کرده است.
از جمله دیگر کارهای وی به بازی در مجموعه تلویزیونی کایل ایکس وای که از شبکه ABC تلویزیون آمریکا از ۲۰۰۶ تا ۲۰۰۹ پخش شده است و نیز بازی در سریال دیگری با عنوان خاطرات یک خون‌آشام به نقش کلانتر فوربس که از شبکه CW تلویزیون آمریکا پخش می‌شود.
مک‌اینتایر دارای مدرک لیسانس بازیگری از دانشگاه کالیفرنیای جنوبی است و درس بازیگری در آکادمی سلطنتی هنرهای دراماتیک لندن را گذرانده است. بازی بی‌نظیر وی در تلویزیون آمریکا سبب ازدیاد طرفداران وی شده است.